# M-325 Command car
El M-325 Commandcar/Nun-nun (en hebreo: נון נון‎) fue un vehículo multipropósito de uso militar construido y desarrollado por Automotive Industries Ltd., reemplazado por  el Abir.

## Especificaciones

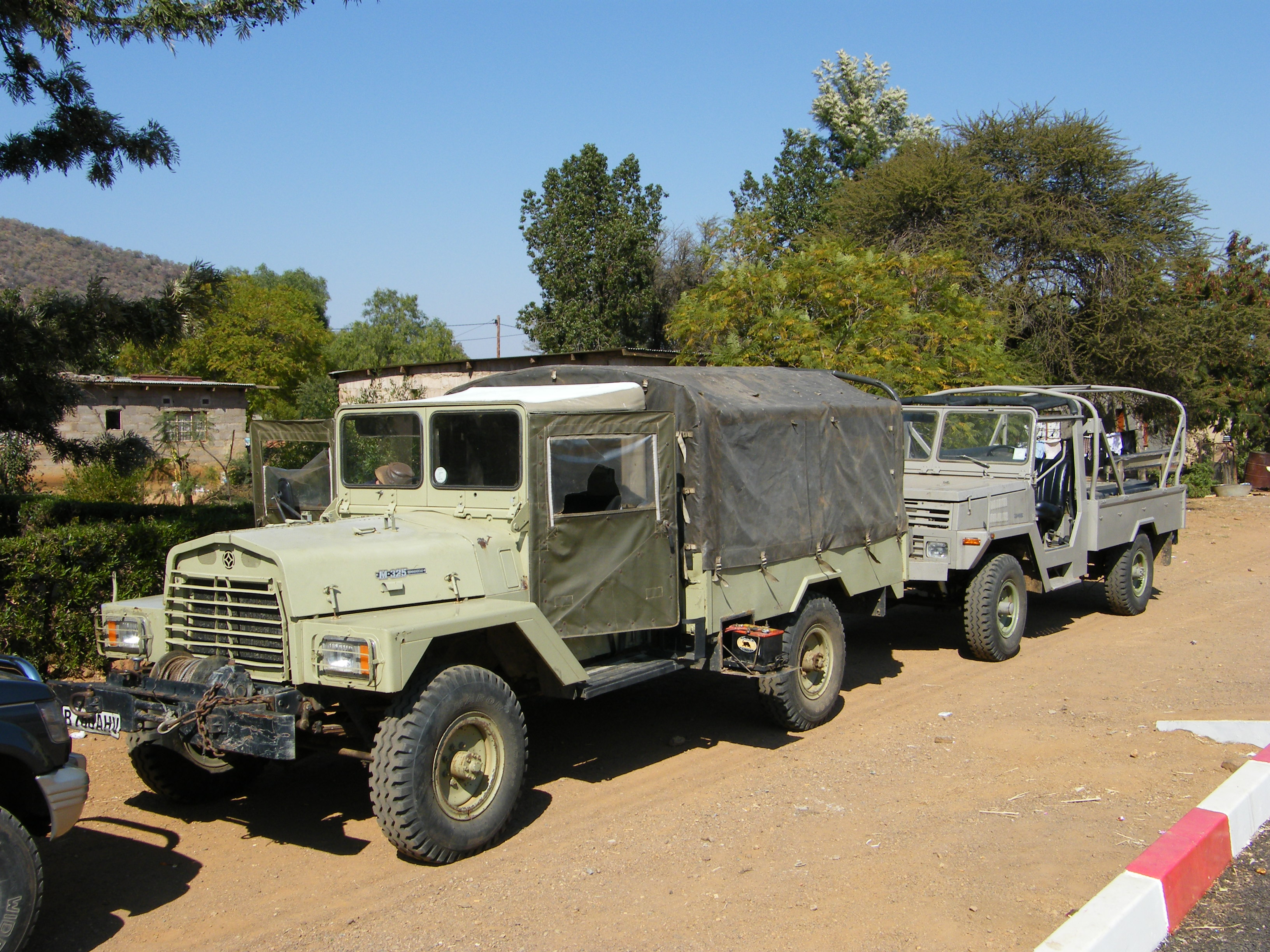
Un Nun-Nun (M325 Command Car) retirado de las Fuerzas de Defensa de Botsuana, en su vista frontal junto al M462 ABIR que le sucede actualmente en sus misiones dentro de la FDB (vista trasera).

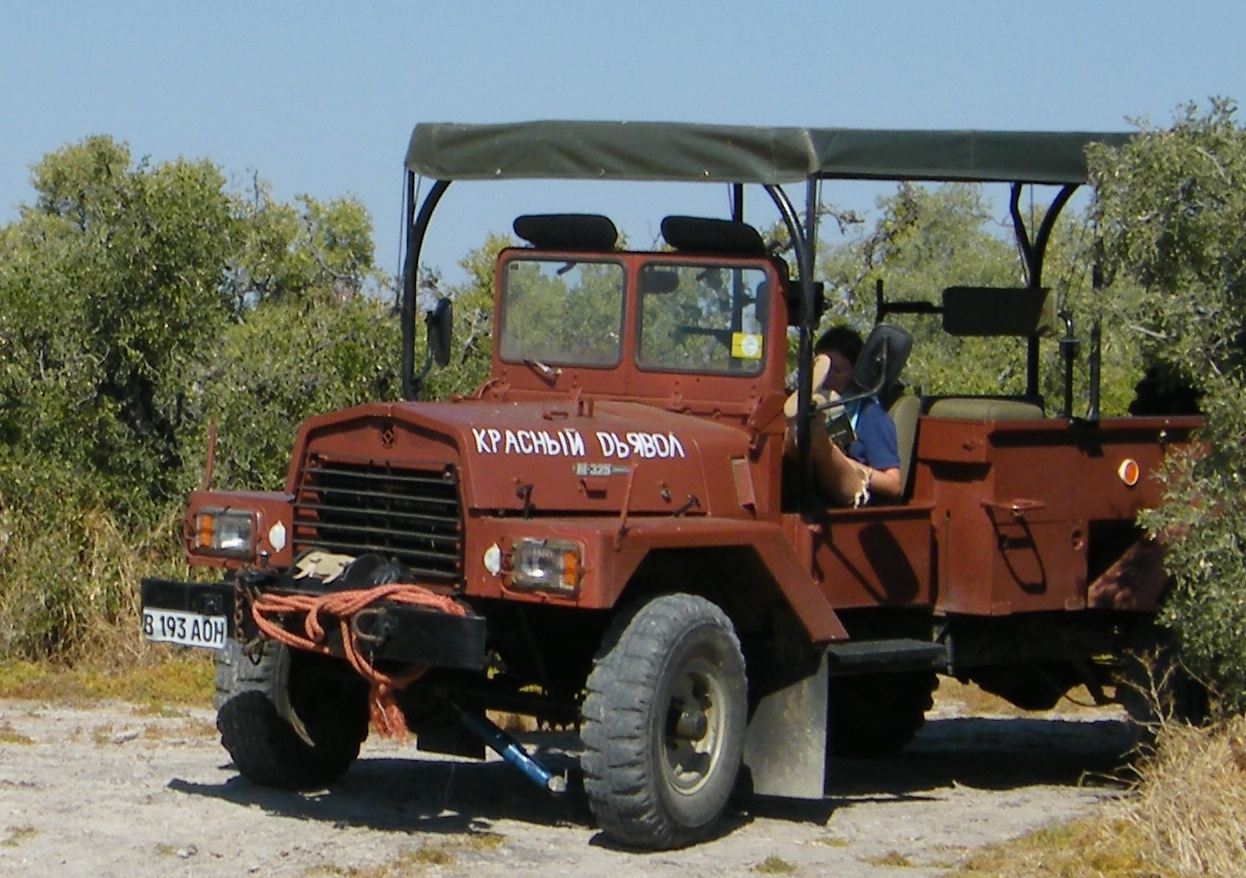
Un Nun-Nun (M325 Command Car) retirado de las Fuerzas de Defensa de Botsuana (de tipo patrullero), en uso de civiles en el Bloque Tuli, Botsuana.

El M-325 es un vehículo militar de transmisión 4x4, de múltiples propósitos. En la producción de dicho vehículo se tuvo en cuenta el construirlo mediante el uso de partes de coches comerciales de uso civil, como camionetas y camiones de la Dodge, y que fuese lo más económico posible, para así facilitar su producción en serie.

## Variantes
Con más de 20 años en producción, y antes de ser retirado del servicio activo; fue reemplazado por el Abir M-462. El M-325 Commandcar está todavía en servicio en el Oriente Medio, el sureste de Asia, en África y América del Sur.
Fue específicamente desarrollado para utilizar la mayor número de comercialmente disponibles, el M-325 fue construido en dos versiones básicas, una consistente con el vehículo usado para el patrullaje; en el cual se cuenta con múltiples armas montadas, y aparte dispone de accesos para que la tripulación suba a este fácilmente, pero sacrificando su protección con un blindaje mínimo, aparte sería usado en el transporte de carga, de armas, y como una base para el desarrollo de coches blindados con portatorretas de diferente configuración.
La versión de carga en sí viene en dos versiones, en el centro trae dispuesto un vano con asientos interiores enfrentados y hacia atrás va la carrocería con asientos plegables hacia el centro o hacia el exterior. También incluye en su construcción varios montajes para diversas armas de fuego, que pueden ser instaladas en varios puntos de montaje.
Además de vehículo de tiro y de servir como vehículo para la atención de tropas, el M-325 también puede ser usado como un remolque para armas de peso elevado como morteros, o para montar adaptaciones especiales tales como carrotanque para agua potable/combustible, y como centros de mando y comunicación. Se encuentra disponible una versión protegida contra minas.

## Usuarios

### Actuales
- Kenia
- Perú 100 unidades
- Líbano
- Venezuela

### Anteriores
- Israel

En cantidades desconocidas, retirados del servicio activo.
- Chile

## Lista de Referencias
1. ↑  Datos del AIL Commandcar (M-325)
2. 1 2  http://www.warwheels.net/images/M325CommandcarNunNunDatasheet.pdf
3. ↑  M-325 Nun-nun